# On Dangerous Paths
On Dangerous Paths è un film muto del 1915 diretto da John H. Collins.

## Trama
Trama di New York Dramatic Mirror in (EN)  su IMDb

## Produzione
Il film fu prodotto dalla Edison Company.

## Distribuzione
Distribuito dalla General Film Company, il film uscì nelle sale cinematografiche statunitensi il 23 luglio 1915.